# Amblyodipsas teitana
Amblyodipsas teitana е вид влечуго от семейство Lamprophiidae.

## Разпространение
Видът е разпространен в Кения.